# Rozhledový trojúhelník
Rozhledový trojúhelník nebo také rozhledové pole je pojem z dopravního inženýrství.
Řidič, přijíždějící ke křižovatce musí mít rozhled na všechny větve křižovatky tak, aby mohl včas reagovat na dopravní situaci a případně zabránit dopravní nehodě.
Řidič přijíždějící po vedlejší komunikaci musí mít rozhled, který mu umožní včas snížit rychlost nebo zastavit.

## Rozhled pro zastavení
Minimální nutná vzdálenost pro zastavení (Dz) se uvažuje jako součet dráhy projeté během reakční doby, dráhy nutné k úplnému zastavení a bezpečnostního odstupu od překážky.
{\displaystyle Dz={\frac {1,5v}{3,6}}+{\frac {v^{2}}{2g3,6^{2}(f_{x}+0,01s)}}}
- v = rychlost vozidla (km/h)
- g = tíhové zrychlení (9,81)
- fx = součinitel brždění na mokré vozovce, dle rychlosti je v rozmezí 0,36-0,68, čím vyšší rychlost, tím menší součinitel.
- s = podélný skon vozovky (%)

## Rozhled na křižovatkách
Rozhledy na křižovatkách jsou řešeny ČSN 73 6102. Tato ČSN definuje tři základní situace uspořádání křižovatek a čtyři typy návrhových vozidel.
- Uspořádání A, kdy vozidlo na vedlejší komunikaci zcela zastaví. Rozhledový bod je uvažován 3,0 m od okraje přilehlého jízdního pruhu, rozhledové trojúhelníky jsou do osy příslušných jízdních pruhů na hlavní. Tento rozhled musí být zajištěn na všech křižovatkách. Nejtypičtější případ je pro vozidlo skupiny 2 (tedy osobní nebo malé nákladní auto, autobus), viz tabulka.

| Rychlost na hlavní (km/h) | 20 | 30 | 40 | 50 | 60  | 70  | 80  | 90  |
| ------------------------- | -- | -- | -- | -- | --- | --- | --- | --- |
| Rozhled vlevo (m)         | 25 | 35 | 50 | 65 | 85  | 105 | 130 | 160 |
| Rozhled vpravo (m)        | 35 | 45 | 60 | 80 | 100 | 125 | 150 | 180 |

- Uspořádání B, kdy vozidlo na vedlejší komunikaci může pouze přizpůsobit rychlost situaci na hlavní komunikaci, nebo zastavit. Tento rozhled by měl být zajištěn všude, pokud to místní podmínky umožňují, což bývá problém např. v zastavených oblastech. Vždy však musí být zajištěn rozhled podle uspořádání A.
- Uspořádání C, na křižovatkách s předostí zprava. Posuzuje se obdobně, jako uspořádání A, tedy rozhled vpravo na všech větvích křižovatky.

## Rozhled na sjezdech a samostatných sjezdech

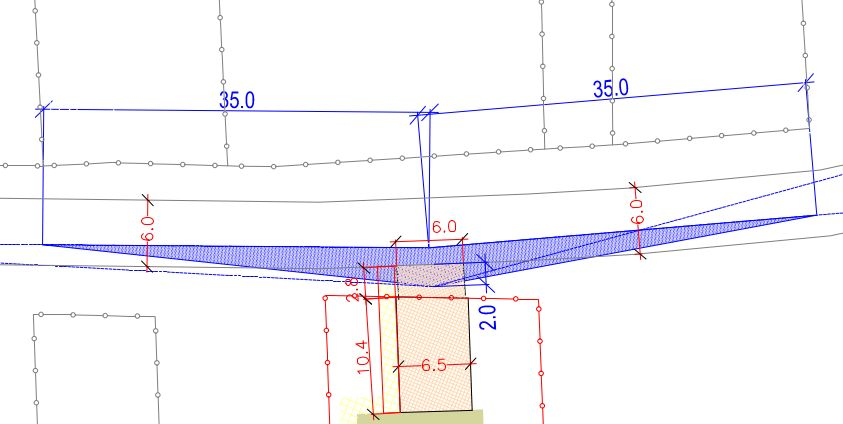
Rozhledový trojúhelník na samostatném sjezdu při 50 km/h

Rozhledy na sjezdech jsou řešeny v intravilánu ČSN 736110 a v extravilánu ČSN 736101. V tomto případě je uvažována na hlavní silnici pouze vzdálenost nutná k zastavení. U samostatného sjezdu (obvykle na jeden pozemek, k jednomu domu) se rozhledový bod uvažuje z místa vzdáleného 2,0 m od okraje přilehlého jízdního pruhu, u ostatních sjezdů z místa 2,5 m od okraje.
Rozhledová vzdálenost odpovídá rozhledu pro zastavení, který je definovaný jako nutná zábrzdná vzdálenost. Pro vyšší rychlosti hraje vliv i podélný sklon komunikace, kdy se při stoupání vzdálenost zkracuje a při klesání prodlužuje. U rychlosti 50 km/h může tento rozdíl dosáhnout maximálně 5 m, u rychlosti 100 km/h už dělá 20 m, ovšem u komunikací s touto povolenou rychlostí již není možné navrhovat sjezdy.
| Rychlost na hlavní (km/h)                          | 20 | 30 | 40 | 50 | 60 | 70 | 80  | 90  | 100 | 110 | 120 | 130 |
| -------------------------------------------------- | -- | -- | -- | -- | -- | -- | --- | --- | --- | --- | --- | --- |
| Rozhled pro zastavení dle ČSN 73 6110 (intravilán) | 11 | 20 | 25 | 35 | 45 | 65 | 90  | –   |     |     |     |     |
| Rozhled pro zastavení dle ČSN 73 6101 (extravilán) | –  | 20 | 30 | 40 | 55 | 75 | 100 | 120 | 140 | 170 | 200 | 240 |